# Башкиров, Иван Сергеевич
Иван Сергеевич Башкиров (1926—1945) — сержант Рабоче-крестьянской Красной Армии, участник Великой Отечественной войны, Герой Советского Союза (1945).

## Биография
Иван Башкиров родился в 1926 году в селе Завод-Нырты Сабинского района Татарской АССР в крестьянской семье. После окончания начальной школы работал в колхозе. В 1943 году был призван на службу в Рабоче-крестьянскую Красную Армию. С июня 1944 года — на фронтах Великой Отечественной войны. К январю 1945 года сержант Башкиров командовал пулемётным расчётом 487-го стрелкового полка 143-й стрелковой дивизии 47-й армии 1-го Белорусского фронта. Отличился во время Висло-Одерской операции.
15 января 1945 года в ходе форсирования Вислы в районе города Летьоново и захвате плацдарма на её западном берегу расчёт под командованием Башкирова выдвинулся вперёд и способствовал успешном продвижению советских подразделений и захвате ими участка шоссе Варшава-Модлин. 5 февраля 1945 года погиб в бою за город Дейч-Кроне (ныне Валч, Польша). Похоронен близ города Валч.

## Награды
Указом Президиума Верховного Совета СССР от 27 февраля 1945 года сержант Иван Башкиров посмертно был удостоен высокого звания Героя Советского Союза. Был также награждён орденами Красной Звезды и Славы 3-й степени, а также медалью.

## Память
Именем Башкирова названа школа в его родном селе.
А также названа улица в Сабинском районном центре. 